# Беласовичи
Беласовичи (на сръбски: Бјеласовићи) е село в Босна и Херцеговина, разположено в община Соколац, в ентитета на Република Сръбска. Намира се на 833 метра надморска височина. Населението му според преброяването през 2013 г. е 22 души, от тях: 22 (100 %) бошняци.

## Население
Численост на населението според преброяванията през годините:
- 1961 – 182 души
- 1971 – 192 души
- 1981 – 150 души
- 1991 – 114 души
- 2013 – 22 души